# Leptopelis palmatus
Espèce
Synonymes
- Hylambates palmatus Peters, 1868

Statut de conservation UICN

 VU D2 : Vulnérable
Leptopelis palmatus est une espèce d'amphibiens de la famille des Arthroleptidae.

## Répartition
Cette espèce est endémique de Principe à Sao Tomé-et-Principe.

## Description
Les femelles mesurent de 81 à 110 mm.

## Publication originale
- Peters, 1868 : Über eine neue Nagergattung, Chiropodomys penicillatus, so wie über einige neue oder weniger bekannte Amphibien und Fische. Monatsberichte der Königlichen Preussischen Akademie der Wissenschaften zu Berlin, vol. 1868, p. 448-460 (texte intégral).